# Stephanolaimus longispiculum
Stephanolaimus longispiculum is een rondwormensoort uit de familie van de Leptolaimidae. De wetenschappelijke naam van de soort is voor het eerst geldig gepubliceerd in 1981 door Vadhyar.